# Benedict Joseph Fenwick

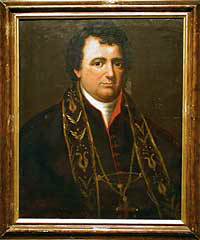
Bischof Benedict Joseph Fenwick

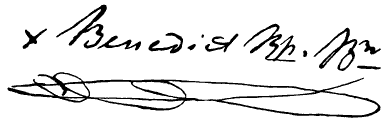
Signatur des Bischofs

Benedict Joseph Fenwick SJ (* 3. September 1782 in Leonardtown, Maryland, USA; † 11. August 1846) war ein US-amerikanischer römisch-katholischer Geistlicher und Bischof von Boston.

## Leben
Benedict Joseph Fenwick trat in den Jesuitenorden ein und empfing am 11. Juni 1808 das Sakrament der Priesterweihe.
Papst Leo XII. ernannte ihn am 10. Mai 1825 zum Bischof von Boston. Der Erzbischof von Baltimore, Ambrose Maréchal PSS, spendete ihm am 1. November desselben Jahres die Bischofsweihe; Mitkonsekratoren waren der Bischof von Charleston, John England, und der Bischof von Philadelphia, Henry Conwell. Die Amtseinführung im Bistum Boston fand am 3. Dezember 1825 statt.